# Куракин, Александр Борисович (1697)
Князь Алекса́ндр Бори́сович Кура́кин (31 июля (10 августа) 1697 — 2 (13) октября 1749) — русский государственный деятель и дипломат, действительный тайный советник, обер-шталмейстер (1736), сенатор.

## Биография
Из княжеского рода Куракиных, Гедиминович. Родился в семье князя Бориса Ивановича (1676—1727) и его первой супруги Ксении Фёдоровны, урождённой Лопухиной (1677—1698). По линии матери приходился двоюродным братом царевичу Алексею Петровичу. В малолетнем возрасте лишился матери.
С детских лет сопровождал своего отца в заграничных поездках, где получил образование и изучил несколько европейских языков. В 1722 году получил чин камер-юнкера и был назначен советником посольства в Гааге. Однако уже в мае 1722 отправлен к французскому двору, где действовал совместно со своим отцом, сопровождавшим его как частное лицо. Куракиным удалось добиться содействия Франции в сохранении мира с Османской империей во время персидского похода. В 1724 году Б. И. Куракин назначен чрезвычайным и полномочным послом во Франции, А. Б. Куракин назначен представителем при французском дворе с пожалованием чина камергера (15.5.1724). Перед дипломатами была поставлена задача добиться согласия на брак царевны Елизаветы с королём Людовиком. Однако этот проект не удался. Оказывал покровительство учившемуся за границей В. К. Тредиаковскому, который посвятил ему свой перевод романа «Езда на остров Любви». После смерти отца в 1727 году назначен послом в Париже. Эрнст Миних в своих «Записках» писал:

В Париже застали мы князя Александра Борисовича Куракина, который по смерти отца своего оставлен во Франции для дел, до России касающихся, и ожидал токмо приезда графа Головкина, дабы самому отправиться в Москву.

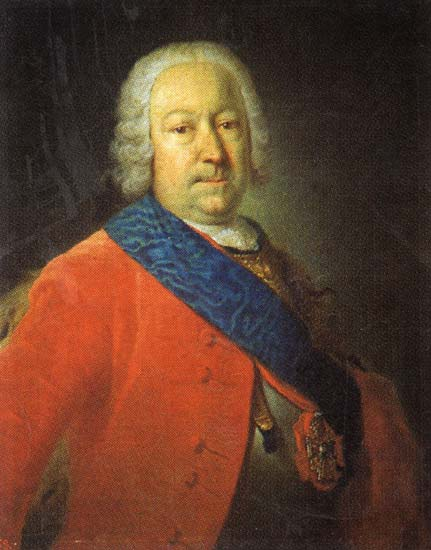
Художник Г. К. Гроот, 1747

Вернувшись в Россию, занял высокое положение при дворе, будучи двоюродным дядей императора Петра II. Принял участие в интригах, которые способствовали падению Меншикова.
Во время царствования Анны Иоанновны стал сторонником её фаворита Бирона, оказывая поддержку в борьбе с Волынским. В 1736 году назначен заведующим Дворцовой конюшенной канцелярией. В этом же году был включён в состав Генерального суда над князем Д. М. Голицыным. В 1739 году был назначен послом в Берлин, однако должность не принял.

В 1730-е гг. во исполнение воли отца и на оставленный им для этой цели капитал устроил за Красными воротами «шпиталь» для обедневших офицеров с церковью Николая Чудотворца. Позднее это учреждение получило название Куракинской богадельни. 

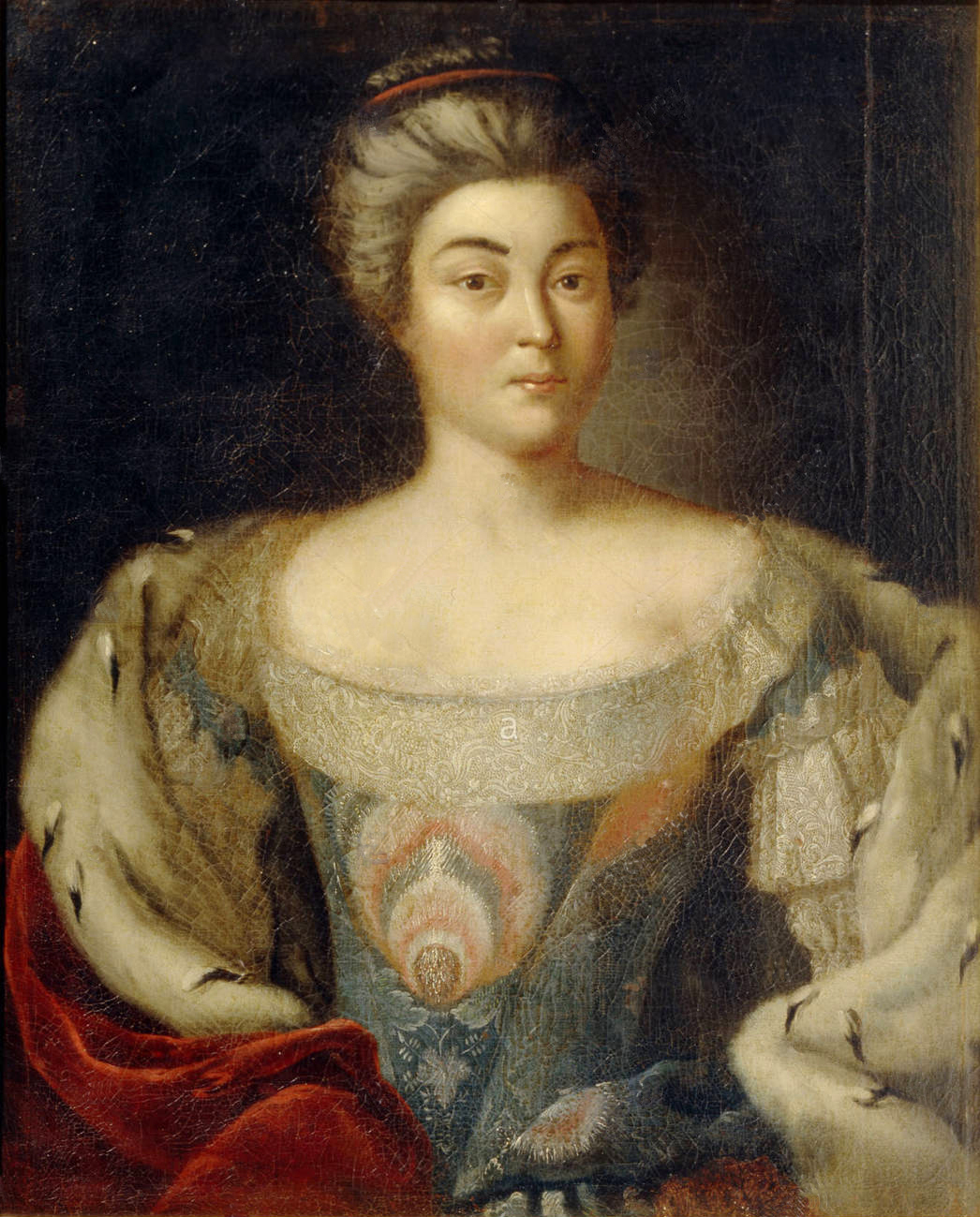
Супруга Александра Ивановна, 1730-е

Куракин во время подписания завещания императрицей Анной Иоанновной первым выдвинул кандидатуру Э. Бирона в качестве регента при малолетнем императоре Иоанне Антоновиче. При правительнице Анне Леопольдовне получил Орден Святого Андрея Первозванного, позднее на некоторое время попал в опалу, но указом от 24 апреля 1741 был прощен. С 12 декабря 1741 года — сенатор.

## Семья
Князь Александр Борисович Куракин женился 26 апреля 1730 на Александре Ивановне Паниной (1711—1786), как утверждалась в дореволюционных публикациях — внучатой племяннице светлейшего князя Меншикова. Её родная сестра была замужем за другим дипломатом петровского времени, Иваном Неплюевым. В браке родились:
- Анна Александровна (1731—1749)
- Татьяна Александровна (1732—1754), была первой супругой А. Ю. Нелединского-Мелецкого (1729—1804).
- Борис (Леонтий) Александрович (1733—1764), сенатор, президент коллегии Экономии и Камер-коллегии; женат на Елене Степановне Апраксиной (1735—1769).
- Аграфена Александровна (1734—1791), не замужем, с 9 декабря 1749 года фрейлина императрицы Елизаветы Петровны, а в правление Екатерины II считалась «в отпуску». Была похоронена в Новоспасском монастыре в усыпальнице Романовых[4].
- Екатерина Александровна (1735—1802), замужем за князем И. И. Лобановым-Ростовским.
- Александра Александровна (1736—1739)
- Наталья Александровна (1737—1798), статс-дама, жена фельдмаршала князя Н. В. Репнина.
- Анастасия Александровна (ум.1739 году, на третьем месяце)
- Прасковья Александровна (1741—1755)

Портреты детей
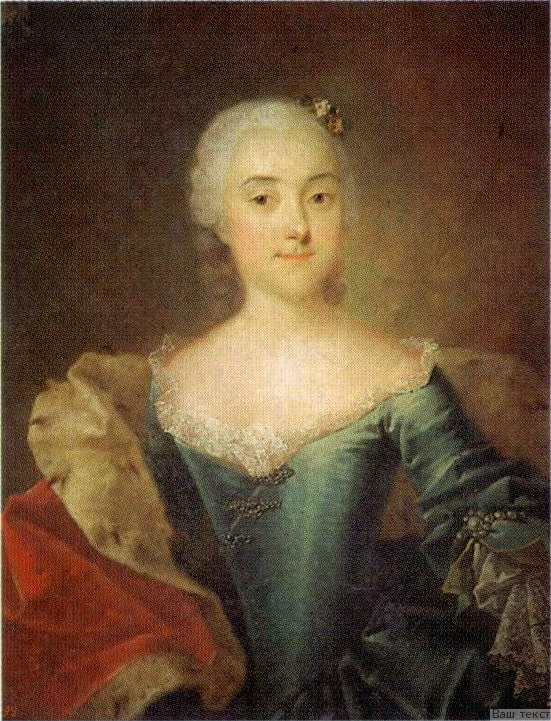
Анна
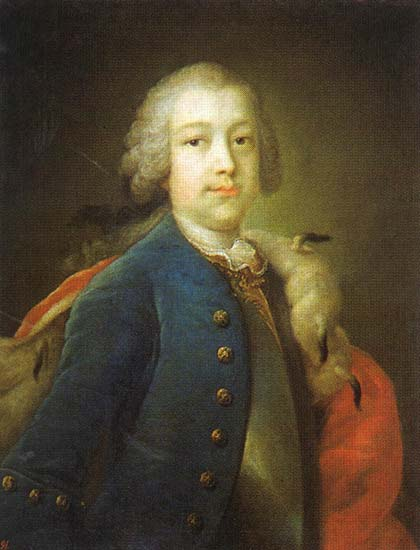
Борис
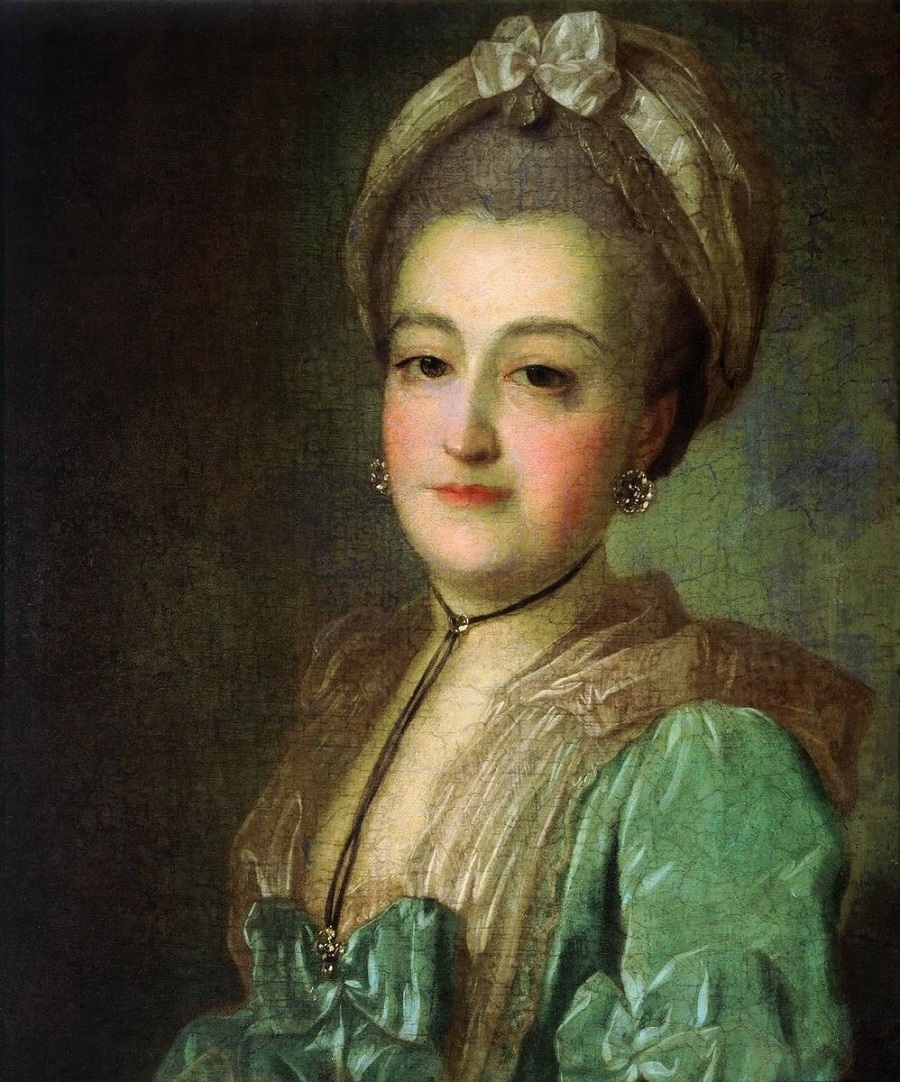
Аграфена
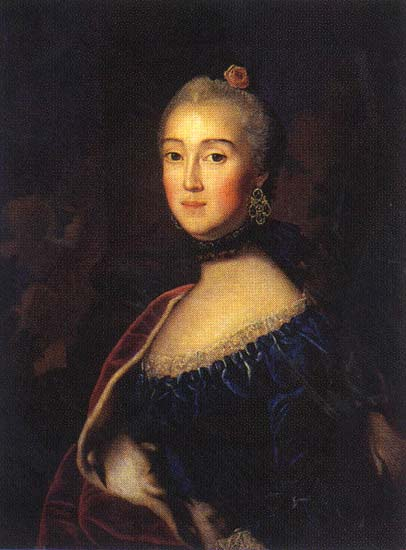
Екатерина
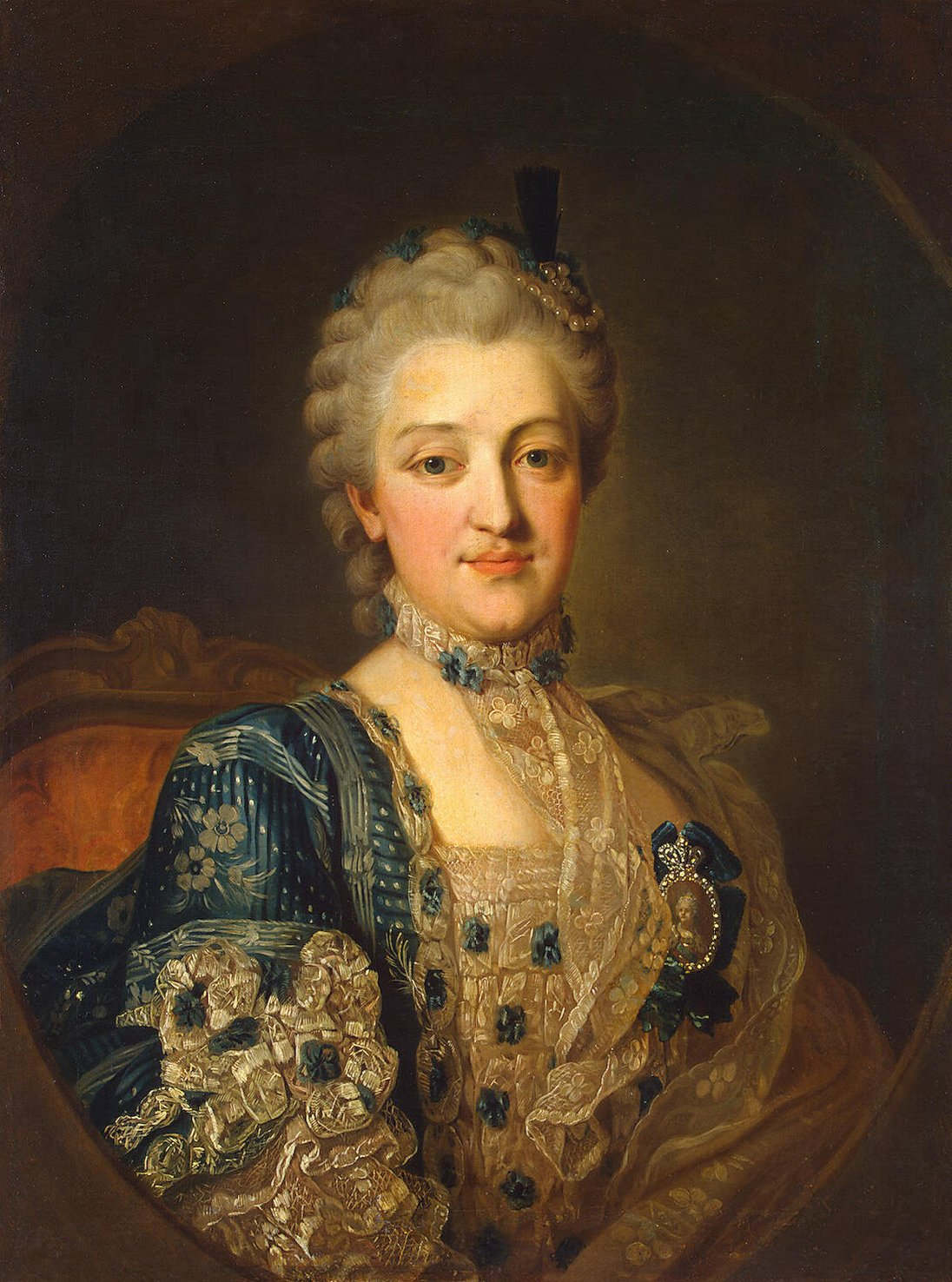
Наталья

## Награды
- Орден Святого Александра Невского (28.06.1730)[5]
- Орден Святого апостола Андрея Первозванного

## Посольская дача
Дачи («Приморские дворы») князя А. Б. Куракина и его сестры княгини Т. Б. Голицыной по Петергофской дороге в Лигове находились по соседству.
Дача Куракина имела неофициальное название «Посольская дача». В Урицке был известен большой пруд, оставшийся от «Посольской дачи», в котором любили купаться местные жители. Ныне по месту дачи проходит улица Партизана Германа, рядом со зданием Красносельской администрации.
Дача фельдмаршальши Голицыной была расположена восточнее, позже была известна как «дача Дернова», а в советское время стала Урицкой больницей. После войны здесь построили Городскую больницу № 15 и Авангардную улицу.